# Tyrell Biggs (cestista)
Tyrell Joseph Biggs (Nanuet, 1º agosto 1986) è un ex cestista statunitense naturalizzato cipriota, professionista nella NBDL e in Europa.